# Elstead
Elstead är en ort och civil parish i Storbritannien.   Den ligger i grevskapet Surrey och riksdelen England, i den södra delen av landet, 50 km sydväst om huvudstaden London. Elstead ligger 51 meter över havet och antalet invånare är 2 229.
Terrängen runt Elstead är huvudsakligen platt, men söderut är den kuperad. Elstead ligger nere i en dal. Runt Elstead är det tätbefolkat, med 343 invånare per kvadratkilometer. Närmaste större samhälle är Woking, 18,0 km nordost om Elstead. I omgivningarna runt Elstead växer i huvudsak blandskog.